# 佐橋法龍
佐橋 法龍（さはし ほうりゅう、1928年2月17日 - 2007年4月7日）は、曹洞宗の禅僧、作家。
神奈川県横浜市生まれ。駒澤大学専門部仏教科を経て、1951年東京大学文学部国史学科卒業。長野県松代町にある真田氏の菩提寺・長国寺住職。推理小説も書いた。

## 著書
- 『禅入門』三一新書 1967
- 『禅』角川選書 1968
- 『景徳伝燈録』春秋社 1970
- 『人間道元』春秋社 1970
- 『清水次郎長伝 博徒の虚像と実像』三一新書 1972
- 『禅の思想 『正法眼蔵』の基本思想』雪華社 1972
- 『こころの道元 若さに贈る禅入門』講談社 1973
- 『禅の利益 仏道をならうは自己をならうなり』日本能率協会 1973
- 『瑩山 日本曹洞宗の母胎瑩山紹瑾の人と思想』相川書房 1975
- 『禅の今日的発見 現代人のための禅入門』日本実業出版社 1977
- 『註解寂用禅師語録』金剛禅院 1977
- 『禅語小辞典』春秋社 1978
- 『人間瑩山』第2版 春秋社 1979
- 『禅 公案と坐禅の世界』実業之日本社 1980
- 『井上秀天』名著普及会 1982
- 『長国閑話』春秋社 1983
- 『引導法語作法入門 長国寺蔵版』長国寺 1992
- 『長国寺巷談』長国寺 1995
- 『和尚のしごと』実業之日本社 1996
- 『佐橋法龍老師の正法眼蔵講義』佐橋老師著作刊行会 2009

推理小説
- 禅僧法元シリーズ
  - 『師家殺人事件 推理小説』三一書房 1985
  - 『信濃古寺殺人事件 禅僧法元の名推理』講談社ノベルス 1986
  - 『信濃禅門殺人事件 名探偵法元の推理』講談社ノベルス 1986
  - 『こちら禅寺探偵局 伊那高遠殺人事件』講談社ノベルス 1987
  - 『法名から足がついた 推理小説』私家版、1990

### 共編著
- 『禅宗模範戒名集成』編著 長国寺伝統宗学研究会 1991
- 『実用模範禅宗戒名集成』若林恭英共著 春秋社 1994

### 訳など
- 『国訳一切経 和漢撰述 史伝部』第14-15 増永霊鳳共訳 大東出版社 1959
- 克勤『碧巌録 全訳』全2巻 三一書房 1984-1985
- 『訳註幽谷餘韻』全2巻 長国寺 2003-2004

## 参考
- 『和尚のしごと』著者紹介

## メディア・ミックス

### テレビドラマ
テレビ朝日系
- 土曜ワイド劇場 こちら禅寺探偵局シリーズ（1993年3月13日 - 1996年5月4日、主演：松平健）